# 米山裕太
米山 裕太（よねやま ゆうた、1984年8月29日 - ）は、日本の元男子バレーボール選手。

## 来歴
埼玉県比企郡嵐山町出身。菅谷小学1年（嵐山ガッツジュニア）の時にバレーボールを始める。坂戸西高から大学バレーボール界の伝統校である日本体育大学に進学し卒業。大学4年生の時にキャプテンを務め活躍しインカレ第4位。その後、2007年東レアローズに入団。2012年から2015年まで東レアローズの主将を務めた。
第57回（2008年）黒鷲旗選抜大会では、ベスト6に選ばれた。
2009年、日本代表に初選出され、2010年、イタリアで行われた世界選手権に出場。
第60回（2011年）黒鷲旗選抜大会で優勝。黒鷲賞（最高殊勲選手）とベスト6に選ばれる。2012年3月、2011/12プレミアリーグにおいて、チーム準優勝に大きく貢献し敢闘賞とレシーブ賞を獲得した。
2016年12月3日、通算230試合出場となりVリーグ栄誉賞の表彰基準を満たし、シーズン終了後表彰された。
2023年2月19日、松本慶彦、永野健に続き3人目となるVリーグ400試合出場を達成した。
2025年3月、2024-25シーズン限りでの現役引退が発表された。6月24日に引退選手として公示。

## 人物
- 実弟の米山達也も元バレーボール選手（サントリーサンバーズ所属）。
- 2016年に結婚している。

## 球歴
- 日本代表 - 2009年-
  - ワールドグランドチャンピオンズカップ - 2009年
  - 世界選手権 - 2010年
  - ワールドカップ - 2011年

## 受賞歴
- 2008年 - 第57回黒鷲旗全日本選抜大会 ベスト6
- 2011年 - 第60回黒鷲旗全日本選抜大会 黒鷲賞（最高殊勲選手）、ベスト6
- 2012年 - 2011/12Vプレミアリーグ 敢闘賞、レシーブ賞
- 2013年 - 2012/13Vプレミアリーグ レシーブ賞[7]
- 2017年 - 2016/17Vプレミアリーグ レシーブ賞、Vリーグ栄誉賞
- 2025年 - 2024-25 SV.LEAGUE MEN 功労者表彰

## 所属チーム
- 嵐山ガッツジュニア
- 嵐山町立菅谷中学校
- 坂戸西高校
- 日本体育大学
- 東レアローズ/東レアローズ静岡（2007-2025年）